# Eupomatiaceae
Eupomatiaceae су фамилија скривеносеменица из реда Magnoliales. Обухвата један род, Eupomatia са две врсте. Статус фамилије је присутан у већини класификационих схема, па и у најсавременијој APG II. Ареал распрострањења фамилије обухвата Нову Гвинеју и источну Аустралију.